# Olympische Jugend-Sommerspiele 2014/Teilnehmer (Bangladesch)
| Gelbes Symbol für Goldmedaillen mit stilisierten Olympischen Ringen | Graues Symbol für Silbermedaillen mit stilisierten Olympischen Ringen | Braundes Symbol für Bronzemedaillen mit stilisierten Olympischen Ringen |
| ------------------------------------------------------------------- | --------------------------------------------------------------------- | ----------------------------------------------------------------------- |
| —                                                                   | —                                                                     | —                                                                       |

Die Jugend-Olympiamannschaft aus Bangladesch für die II. Olympischen Jugend-Sommerspiele vom 16. bis 28. August 2014 in Nanjing (Volksrepublik China) bestand aus 13 Athleten.

## Athleten nach Sportarten

### Bogenschießen
Jungen
- Prennoy Murong
Einzel: 17. Platz
Mixed: 17. Platz (mit Bianca Gotuaco  Philippinen)

### Gewichtheben
Mädchen
- Jahura Akter Reshma
Federgewicht: 10. Platz

### Hockey
Jungen
- 10. Platz
- Mohammad Raju Ahmmed
- Rezaul Karim Babu
- Mohamed Deen Islam Emon
- Mohammad Ashraful Islam
- Mohammad Fazla Hossain Rabby
- Sajibure Rahman
- Khaled Mhamud Rakin
- Mohammad Roman Sarkar
- Mohamed Naim Ud-Din

### Schießen
Mädchen
- Sharmin Akter
Luftgewehr 10 m: 19. Platz
Mixed: 6. Platz (mit Hratschik Babajan  Armenien)

### Schwimmen
Jungen
- Mohamed Asif Reza
50 m Freistil: 34. Platz